# Madina Tajmazowa
Madina Andriejewna Tajmazowa (ros. Мадина Андреевна Таймазова; ur. 30 czerwca 1999 w Sunży w Osetii Północnej) – rosyjska judoczka. Brązowa medalistka olimpijska z Tokio 2020, w wadze średniej.
Brązowa medalistka mistrzostw świata w 2024, siódma w 2023; uczestniczka zawodów w 2025 i trzecia w drużynie w 2019. Srebrna medalistka mistrzostw Europy w 2023; brązowa w 2020 i 2021. Druga na uniwersjadzie w 2019 roku.

## Letnie Igrzyska Olimpijskie 2020
| Konkurencja | Eliminacje             | Eliminacje            | Eliminacje                | Finały               | Finały                | Klas. końcowa |
| Konkurencja | Przeciwnik I           | Przeciwnik II         | 1/4                       | 1/2                  | o 3 miejsce           | Miejsce       |
| ----------- | ---------------------- | --------------------- | ------------------------- | -------------------- | --------------------- | ------------- |
| 70 kg       | María Bernabéu (ESP) Z | Maria Portela (BRA) Z | Elisawet Teltsidu (GRE) Z | Chizuru Arai (JPN) P | Barbara Matić (CRO) Z | 3.            |